# 山中知恵
山中 知恵（やまなか ともえ、1995年1月16日 - ）は、日本の女優、グラビアアイドル。合同会社ファンタジー代表。元Kaela所属。かつてはチャームに所属していた。
東京都出身。3人兄妹の末っ子で、姉はチャーム所属の山中真由美。他に兄がいる。

## 略歴・人物
2005年、10歳でジュニアアイドルとしてデビュー。姉妹でスカウトされており、知恵の業界入りの理由は「舘ひろしに会うため」であった。
2011年、第2回『週刊少年チャンピオン マスコットガール選手権 〜高校生大会〜』準グランプリを受賞。
2014年、ヤングアニマルNEXTグラビアクイーンバトル セカンドシーズン準優勝。同年のヤングアニマル「UP！～トップアイドル養成計画～」では優勝の仙石みなみ、特別賞の高崎聖子と交互に連載を担当。山中の課題は「サブカルアイドルのスケールUP!」であった。
2015年3月31日、チャームを卒業、芸能活動を休止した。
2019年3月、Kaelaに移籍し活動を再開した。
2020年11月20日、100本目の作品をもってグラビア業から引退を発表。
2022年に合同会社ファンタジーを2022年11月に設立して代表社員に就任。
2023年4月、『ミスヤングチャンピオン2023』に候補生としてエントリーし、グラビア業を再開した。
2025年5月1日、約4年半ぶりに通算101作目となるイメージビデオを発売。本作は2023年に撮影したもののプレス会社の倒産もあり、紆余曲折あり自社発売となった。会社立ち上げ以降はポーカープレイヤーとしてワールドシリーズ・オブ・ポーカー2022に出場するなど活躍している。

## 作品

### イメージビデオ（DVD, Blu-ray）
- milk chocolate VOL.03 山中知恵10歳（2005年10月24日、アートハウス・ゴン）
- 天使の絵日記 海風に誘われた妖精 山中知恵10才（2006年2月20日、ウィズ・エンタープライズ）
- FANCY IDOL VOL.9 山中知恵11歳 kiwi-fruit（2006年5月27日、オークラ出版）
- いもうとエクササイズ Lesson2 山中知恵（2006年8月30日、アイマックス）
- 美少女学園 Vol.10 山中知恵 11歳（2006年8月30日、アイマックス）
- Etude エチュード 山中知恵 11歳（2006年12月25日、アイマックス）
- 美少女学園 Vol.21 山中知恵 11歳 Part.2 前編（休日編）（2007年1月30日、アイマックス）
- 美少女学園 Vol.27 山中知恵 11歳 Part.2 後編（冒険編）（2007年4月25日、アイマックス）
- Little Princess（2007年8月29日、avex）
- 美少女学園 Vol.38 山中知恵 12歳 Part.3 前編（2007年10月25日、アイマックス）
- 美少女学園 Vol.42 山中知恵 12歳 Part.3 後編（2007年11月25日、アイマックス）
- Etude エチュード Part2 山中知恵 12歳（2007年12月22日、アイマックス）
- たっぷり山中知恵 12歳 山中知恵グランプリ記念 宮古島編（2008年1月25日、アイマックス）
- コイビトツナギ（2008年2月25日、アイマックス）
- コイビトツナギ 北海道編（2008年4月25日、アイマックス）
- たっぷり山中知恵 13歳（2008年5月25日、アイマックス）
- 美少女学園 Vol.56 山中知恵 13歳 Part.4（2008年6月25日、アイマックス）
- たっぷり山中知恵 13歳 Part2（2008年7月25日、アイマックス）
- 美少女学園 Vol.59 山中知恵 13歳 Part.5 前編（2008年9月25日、アイマックス）
- 美少女学園 Vol.61 山中知恵 13歳 Part.5 後編（2008年11月25日、アイマックス）
- 美少女学園いいとこどり 山中知恵 水中カメラ編（2008年11月25日、アイマックス）
- 美少女学園 Vol.63 山中知恵 Part.6（2008年12月25日、アイマックス）
- 山中知恵ヒストリー（2008年12月25日、アイマックス）
- コイビトツナギ 山中知恵 Part3 前編（2009年1月25日、アイマックス）
- 美少女学園いいとこどり vol.3 山中知恵 ビキニ編 Part1（2009年1月25日、アイマックス）
- コイビトツナギ 山中知恵 Part3 後編（2009年2月25日、アイマックス）
- 美少女学園いいとこどり vol.5 山中知恵 ビキニ編 Part2（2009年3月25日、アイマックス）
- 純真無垢 〜ホワイトレーベル〜 Part.1 山中知恵（2009年4月25日、アイマックス）
- 美少女学園いいとこどり vol.8 山中知恵 ワンピース編（2009年5月25日、アイマックス）
- たっぷり山中知恵 14才 Part.3（2009年6月25日、アイマックス）
- コイビト目線 知恵とふたりっきり 目線そらすな、ボクの妹…（2009年7月25日、アイマックス）
- 週刊いもうと倶楽部リターンズ 山中知恵（2009年7月25日、アイマックス）
- 純真無垢 〜ホワイトレーベル〜 Part.2 山中知恵（2009年8月25日、アイマックス）
- 純真無垢 〜ホワイトレーベル〜 メイキング編 山中知恵（2009年9月25日、アイマックス）
- 週刊いもうと倶楽部リターンズ2 山中知恵（2009年9月25日、アイマックス）
- コイビト目線 知恵とふたりっきり 目線そらすな、ボクの妹… 山中知恵 Part2（2009年10月25日、アイマックス）
- 週刊いもうと倶楽部リターンズ3 山中知恵（2009年10月25日、アイマックス）
- たっぷりいいとこどり Vol.3 山中知恵（2009年11月25日、アイマックス）
- 純真無垢 〜ホワイトレーベル〜 いいとこどり 山中知恵（2009年12月22日、アイマックス）
- たっぷりいいとこどり Vol.11 山中知恵 Part.2（2010年2月10日、アイマックス）
- コイビト目線 知恵とふたりっきり 目線そらすな、ボクの妹… 山中知恵 Part3（2010年2月25日、アイマックス）
- 花鳥風月 〜Neoホワイトレーベル〜（2010年3月25日、アイマックス）
- コイビト目線 知恵とふたりっきり 目線そらすな、ボクの妹… 山中知恵 Part4（2010年4月10日、アイマックス）
- 世界のいもうと vol.3 山中知恵（2010年4月25日、アイマックス）
- 山中知恵（2010年5月25日、アイマックス）
- 花鳥風月 〜neoホワイトレーベル〜 山中知恵 Part.2（2010年6月25日、アイマックス）
- コイビト目線 知恵とふたりっきり 目線そらすな、ボクの妹… Part5（2010年7月10日、アイマックス）
- ニーハイコレクション 〜絶対領域〜 山中知恵（2010年7月25日、アイマックス）
- 純真無垢 〜ホワイトレーベル〜 山中知恵 Part.3（2010年8月25日、アイマックス）
- 花鳥風月 〜neoホワイトレーベル〜 メイキング編 山中知恵（2010年9月25日、アイマックス）
- コイビト目線 知恵とふたりっきり 目線そらすな、ボクの妹… Part.6（2010年12月22日、アイマックス）
- コイビト目線 知恵とふたりっきり 目線そらすな、ボクの妹… Part.7（2011年1月25日、アイマックス）
- 山中知恵 ムッチリ完全解剖! 〜ワケあり未公開映像大放出! だって今まで見せられなかったの♪編〜 （2011年3月25日、アイマックス）
- 花鳥風月 〜Neoホワイトレーベル〜 山中知恵 Part.3（2011年4月25日、アイマックス）
- コイビト目線 知恵とふたりっきり 目線そらすな、ボクの妹… Part8（2011年5月10日、アイマックス）
- 純真無垢 〜ホワイトレーベル〜 山中知恵 Part.4（2011年5月25日、アイマックス）
- ニーハイコレクション 〜絶対領域〜 山中知恵 Part.2（2011年6月25日、アイマックス）
- いもうと目線 知恵とふたりっきり 目線そらすな、ボクの妹…（2011年7月10日、アイマックス）
- 花鳥風月 〜Neoホワイトレーベル〜 山中知恵 Part.4（2011年7月25日、アイマックス）
- しまコレ 〜しましまコレクション〜 山中知恵（2011年8月25日、アイマックス）
- ともえ日和 （2011年9月25日、アイマックス）
- 純真無垢 〜ホワイトレーベル〜 山中知恵 Part.5（2011年10月25日、アイマックス）
- いもうと目線 知恵とふたりっきり 目線そらすな、ボクの妹… Part.2（2011年11月10日、アイマックス）
- ニーハイコレクション 〜絶対領域〜 山中知恵 Part.3（2011年11月25日、アイマックス）
- 花鳥風月 〜Neoホワイトレーベル〜 山中知恵 Part.5（2011年12月22日、アイマックス）
- ともえ日和 Part.2（2012年1月25日、アイマックス）
- 現役女子高生グラビア（2012年3月25日、アイマックス）
- 純真無垢 特別編 〜隣のお姉さん〜（2012年5月10日、アイマックス）
- 夏少女（2012年7月25日、アイマックス）
- コイビト目線 知恵とふたりっきり 目線そらすな、ボクの妹… Part.9（2012年8月25日、アイマックス）
- 現役女子高生グラビア Part.2（2012年10月25日、アイマックス）
- コスプレパンチ（2012年12月22日、アイマックス）
- 桃色パンチ（2013年2月25日、アイマックス）
- ピュア・スマイル（2013年4月26日、竹書房）
- 桃色パンチ Part2（2013年7月10日、アイマックス）
- 18の夏（2013年8月25日、アイマックス）
- いもうと目線 知恵とふたりっきり 目線をそらすな、ボクの妹… 山中知恵 Part3（2013年9月25日、アイマックス）
- 18の夏 Part.2（2013年10月25日、アイマックス）
- 18の夏 Part.3（2013年12月10日、アイマックス）
- 南国パラダイス 前編（2014年2月10日、アイマックス）
- 南国パラダイス 後編（2014年2月10日、アイマックス）
- Sweet Days（2014年3月22日、竹書房）
- ギュってして（2014年5月25日、ウーノ）
- ギュってして Part.2（2014年8月25日、ウーノ）
- ギュってして Part.3（2014年8月25日、ウーノ）
- 夏物語（2014年9月25日、エアーコントロール）
- わがままボディ（2014年11月25日、ウーノ）
- 烈情（2014年11月25日、アイマックス）
- おねだりボディ（2015年1月25日、ウーノ）
- 肉感ボディ（2015年3月25日、ウーノ）
- 恥じらいボディ（2015年4月25日、ウーノ）
- ファイナルボディ（2015年5月25日、ウーノ）
- おかえり（2019年3月25日、エアーコントロール）
- 隣に越してきたお姉さんに恋、した。（2019年8月25日、エアーコントロール）
- イチャラブ温泉旅行（2019年11月25日、エアーコントロール）
- 彼女のルール（2020年1月25日、エアーコントロール）
- 卑猥（2020年8月25日、エアーコントロール）[13]
- エンドロール（2020年12月25日、エアーコントロール）[14]
- ただいま（2025年5月1日、ファンタジー）

#### 再発BOX
- 美少女学園 山中知恵BOX（2010年3月10日、アイマックス）
- たっぷり山中知恵パック（2010年8月25日、アイマックス）
- ベストDVD集! オムニバス超得ムチムチ♪BOX（2011年12月22日、アイマックス）
- 知恵☆コレクションBOX（2014年7月10日、アイマックス、DVD5枚組）
- 知恵☆コレクションBOX2（2014年7月10日、アイマックス、DVD6枚組）
- 知恵☆コレクションBOX Part.3（2014年10月25日、アイマックス、DVD6枚組）
- 知恵☆コレクションBOX Part.4（2014年11月25日、アイマックス、DVD6枚組）
- 山中知恵 18の夏 3部作 コンプリートBOX（2014年12月20日、アイマックス、Blu-ray4枚組）

### イメージビデオ　オムニバス出演
- スクール水着オーディション Part7 ピチピチ水着編 （2005年10月7日、アイマックス）
- スクール水着オーディション Part7 スク水編 （2005年10月7日、アイマックス）
- スク水@Go!Go!Go! Side:A（2005年12月23日、アイマックス）
- スク水@Go!Go!Go! Side:B（2005年12月23日、アイマックス）
- スク水コレクション2（2006年2月23日、アイマックス） - 姉の真由美と共演
- 美少女学園オムニバス（2009年2月25日、アイマックス）

#### 再発BOX
- スクール水着オーディション 豪華15枚BOX（2008年3月25日、アイマックス）IMOG-038
- スクール水着オーディション 年齢別10歳編（2009年6月25日、アイマックス）
- ムンムン♪女子中学生☆桃色JCコンプリートBOX vol.2（2010年6月25日、アイマックス）
- ホワイトレーベルパック 〜純真無垢＆花鳥風月〜（2012年8月10日、アイマックス）IMOG-258
- 現役女子高生グラビア Blu-rayパック Blu-ray4枚組（2013年1月15日、アイマックス）IMBD-141

### チャームキッズ関連
- 美少女学園選抜クラス!
- 美少女選抜クラス サプリメント
- 美少女学園選抜クラス! Part2
- 美少女選抜クラス2 サプリメント
- CHARM☆KIDS 2006 X'mas祭り
- CHARM☆KIDS スプリングフェスタ2007
- CHARM☆KIDS クリスマスライブ2007
- 2008 CHARM☆KIDSクリスマス祭り
- 2008 CHARM☆KIDSクリスマス祭り2
- CHARM☆KIDS さくら祭り 第1部
- CHARM☆KIDS さくら祭り 第2部
- CHARM☆KIDS さくら祭り サプリメント
- いもうと達の夏期強化合宿
- 夏合宿サプリメント
- 夏期強化合宿への道 2007&サプリ
- いもうと達の夏期強化合宿 2007
- 新潟行脚〜一泊二日の旅〜
- 新潟夏合宿2007サプリ
- いもうと達の春期合同合宿
- 冬季リーダー合宿
- チャームムービークリップコレクション2005〜2007 総集編
- 月刊チャーム
- 月刊チャームvol.2 上巻
- 月刊チャームvol.2 下巻
- チャーム☆キッズ みんな日記 2008完全版 06/10/01〜08/4/30
- CHARM☆KIDS 映画プロジェクト『冬』制作の裏のウラ密着ドキュメント（2010年11月6日、アイマックス）OIMO-485

#### その他
- ジュニアアイドリング 山中知恵編
- U-15美少女倶楽部スペシャル 松嶋友貴奈&山中知恵 美少女たちの日帰り旅行 先輩＆後輩☆熱海ロケ編（2009年7月25日、アイマックス）IMOH-001
- U-15美少女倶楽部スペシャル2 山中知恵&松本あやか ふたりは本当に仲良し!?（2008年、アイマックス）
- おいも屋分校vol.6「二学期末」編
- 新生めいど〜ず コメディ編
- SMILY クリスマスパーティー
- SMILY「赤い自転車」（CDおよびビデオクリップ）
- SMILY「赤い自転車」メイキング
- あぜみちジャンピンッ!
- 映画あぜみちジャンピンッ! 制作の裏のウラ密着ドキュメント 〜クランクイン後完全版〜

### デジタル写真集
- 美少女レッスン14 山中知恵 1st lesson
- 美少女レッスン22 山中知恵 2nd lesson
- 美少女レッスン87 山中知恵 3rd lesson
- 美少女レッスン130 山中知恵 4th lesson
- 〜完全美少女ファイル〜『成長期の美少女たち』File:018 山中知恵1st
- 〜完全美少女ファイル〜『成長期の美少女たち』File:029 山中知恵2nd
- 〜完全美少女ファイル〜『成長期の美少女たち』File:037 山中知恵3rd
- U-15美少女倶楽部<21> 山中知恵
- U-15美少女倶楽部<24> 山中知恵
- U-15美少女倶楽部<27> 山中知恵
- U-15美少女倶楽部<29> 山中知恵
- グラビア学園MOVIE 山中知恵1
- グラビア学園MOVIE 山中知恵2

### 雑誌
- sho→boh vol.1（2006年、海王社ムック）
- sho→boh vol.2（2006年、海王社ムック）
- chu→boh vol.37（2010年、海王社ムック）
- ヤングチャンピオン 2007年7月10日発売号 「旬感少女」
- Girls! vol.23
- up to boy 2009年8月号
- プレイボーイ 2009年9月14日号
- 週刊プレイボーイ 2013年9月30日号

## 出演

### テレビ
- ノブナガ（2014年7月26日・8月23日、CBCテレビ）

### 映画
- あぜみちジャンピンッ!（2009年）
- 四季（2012年8月12日上映会）

### Web出演
- キラリ☆青春研究所[15]（2014年、YouTube）
- スピードワゴンの月曜The NIGHT（2020年9月15日、ABEMA）[16]

## 書籍

### 写真集
- だって好きなんだもん（2006年5月27日、オークラ出版、撮影：矢尾暢康）ISBN 978-4775507544
- Etude 〜一つ大人になるための練習曲〜 山中知恵（2007年9月1日、アイマックス、撮影：野下義光）ISBN 978-4903590707
- Etude 山中知恵 PART2（2008年4月12日、アイマックス、撮影：野下義光）ISBN 978-4904252994
- 世界のいもうと 山中知恵 Part1（2008年9月25日、アイマックス、撮影：長谷部司）ISBN 978-4904252963
- 世界のいもうと 山中知恵 Part2（2008年12月25日、アイマックス、撮影：長谷部司）ISBN 978-4904252918
- 純真無垢 〜ホワイトレーベル〜 山中知恵（2009年2月25日、アイマックス、撮影：長谷部司）ISBN 978-4904252840
- 純真無垢 〜ホワイトレーベル〜 vol.6 山中知恵 Part2（2010年2月25日、アイマックス、撮影：長谷部司）ISBN 978-4904252819
- 山中知恵 14歳（2010年12月25日、アイマックス、撮影：安藤青太）ISBN 978-4904252802
- 花鳥風月 山中知恵（2011年4月25日、アイマックス、撮影：長谷部司）ISBN 978-4904252789
- 花鳥風月 山中知恵 Part2（2012年6月30日、アイマックス、撮影：安藤青太）ISBN 978-4864750035
- 18の夏 山中知恵（2013年12月25日、アイマックス、撮影：長谷部司）ISBN 978-4864750080
- 烈情 山中知恵（2014年5月25日、アイマックス、撮影：浜田一喜）ISBN 978-4864750097
- 恥じらいボディ 山中知恵 (2015年5月25日、株式会社ウーノ)  ISBN 978-4908387005
- 知恵の実（2020年4月17日、ジーオーティー、撮影：鈴木ゴータ）ISBN 978-4823600401